# U.S. National Championships 1919 - Doppio maschile
Il doppio maschile del torneo di tennis U.S. National Championships 1919 si è disputato dal 16 al 20 agosto sui campi in erba del Longwood Cricket Club di Chestnut Hill, negli Stati Uniti.
Norman Brookes e Gerald Patterson hanno sconfitto nel Challenge Round i detentori del titolo, gli statunitensi Bill Tilden e Vincent Richards, col punteggio di 8–6, 6–3, 4–6, 4–6, 6–2.

## Tabellone

### Legenda
| - Q = Qualificato - WC = Wild card - LL = Lucky loser | - ALT = Alternate - SE = Special Exempt - PR = Protected Ranking | - w/o = Walkover - r = Ritirato - d = Squalificato |

### Challenge round
|  | Finale                          |                                 |   |   |   |   |   |  |
|  |                                 |                                 |   |   |   |   |   |  |
|  | Norman Brookes Gerald Patterson | Norman Brookes Gerald Patterson | 8 | 6 | 4 | 4 | 6 |  |
|  | Bill Tilden Vincent Richards    | Bill Tilden Vincent Richards    | 6 | 3 | 6 | 6 | 2 |  |

### Fase finale
|  | Primo turno                             | Primo turno                             | Primo turno                             | Primo turno | Primo turno | Primo turno | Primo turno |  |  | Quarti di finale                        | Quarti di finale                        | Quarti di finale                        | Quarti di finale                        | Quarti di finale                | Quarti di finale                | Quarti di finale |   |    | Semifinali                       | Semifinali                       | Semifinali                       | Semifinali                       | Semifinali                     | Semifinali                     | Semifinali |   |   | Finale | Finale | Finale | Finale | Finale | Finale | Finale |  |
|  |                                         |                                         |                                         |             |             |             |             |  |  |                                         |                                         |                                         |                                         |                                 |                                 |                  |   |    |                                  |                                  |                                  |                                  |                                |                                |            |   |   |        |        |        |        |        |        |        |  |
|  |                                         |                                         |                                         |             |             |             |             |  |  | Fred Alexander S. Howard Voshell        | Fred Alexander S. Howard Voshell        | 3                                       | 6                                       | 6                               | 2                               | 6                |   |    |                                  |                                  |                                  |                                  |                                |                                |            |   |   |        |        |        |        |        |        |        |  |
|  |                                         |                                         |                                         |             |             |             |             |  |  | R.V. Thomas Randolph Lycett             | R.V. Thomas Randolph Lycett             | 6                                       | 2                                       | 0                               | 6                               | 3                |   |    |                                  |                                  |                                  |                                  |                                |                                |            |   |   |        |        |        |        |        |        |        |  |
|  |                                         |                                         |                                         |             |             |             |             |  |  |                                         |                                         |                                         |                                         |                                 |                                 |                  |   |    | Fred Alexander S. Howard Voshell | Fred Alexander S. Howard Voshell | Fred Alexander S. Howard Voshell | Fred Alexander S. Howard Voshell | 8                              | 2                              | 12         |   |   |        |        |        |        |        |        |        |  |
|  |                                         |                                         |                                         |             |             |             |             |  |  |                                         |                                         | Norman Brookes Gerald Patterson         | Norman Brookes Gerald Patterson         | Norman Brookes Gerald Patterson | Norman Brookes Gerald Patterson | 10               | 6 | 14 |                                  |                                  |                                  |                                  |                                |                                |            |   |   |        |        |        |        |        |        |        |  |
|  |                                         |                                         |                                         |             |             |             |             |  |  | Norman Brookes Gerald Patterson         | Norman Brookes Gerald Patterson         | Norman Brookes Gerald Patterson         | Norman Brookes Gerald Patterson         | 6                               | 6                               | 8                |   |    |                                  |                                  |                                  |                                  |                                |                                |            |   |   |        |        |        |        |        |        |        |  |
|  | Richard Norris Williams Watson Washburn | Richard Norris Williams Watson Washburn | Richard Norris Williams Watson Washburn | 6           | 3           | 6           | 8           |  |  | Richard Norris Williams Watson Washburn | Richard Norris Williams Watson Washburn | Richard Norris Williams Watson Washburn | Richard Norris Williams Watson Washburn | 2                               | 3                               | 6                |   |    |                                  |                                  |                                  |                                  |                                |                                |            |   |   |        |        |        |        |        |        |        |  |
|  | Ichiya Kumagae Harold Throckmorton      | Ichiya Kumagae Harold Throckmorton      | Ichiya Kumagae Harold Throckmorton      | 4           | 6           | 1           | 6           |  |  |                                         |                                         |                                         |                                         |                                 |                                 |                  |   |    | Norman Brookes Gerald Patterson  | Norman Brookes Gerald Patterson  | Norman Brookes Gerald Patterson  | Norman Brookes Gerald Patterson  | 10                             | 9                              | 7          |   |   |        |        |        |        |        |        |        |  |
|  | Maurice McLoughlin Tom Bundy            | Maurice McLoughlin Tom Bundy            | Maurice McLoughlin Tom Bundy            | 6           | 9           | 4           | 6           |  |  |                                         |                                         |                                         |                                         |                                 |                                 |                  |   |    |                                  |                                  | Bill Johnston Clarence Griffin   | Bill Johnston Clarence Griffin   | Bill Johnston Clarence Griffin | Bill Johnston Clarence Griffin | 8          | 7 | 5 |        |        |        |        |        |        |        |  |
|  | Willis Davis Van Dyke Johns             | Willis Davis Van Dyke Johns             | Willis Davis Van Dyke Johns             | 4           | 7           | 6           | 4           |  |  | Maurice McLoughlin Tom Bundy            | Maurice McLoughlin Tom Bundy            | Maurice McLoughlin Tom Bundy            | Maurice McLoughlin Tom Bundy            | 6                               | 6                               | 6                |   |    |                                  |                                  |                                  |                                  |                                |                                |            |   |   |        |        |        |        |        |        |        |  |
|  |                                         |                                         |                                         |             |             |             |             |  |  | Fred Harris Conrad Doyle                | Fred Harris Conrad Doyle                | Fred Harris Conrad Doyle                | Fred Harris Conrad Doyle                | 3                               | 3                               | 2                |   |    |                                  |                                  |                                  |                                  |                                |                                |            |   |   |        |        |        |        |        |        |        |  |
|  |                                         |                                         |                                         |             |             |             |             |  |  |                                         |                                         |                                         |                                         |                                 |                                 |                  |   |    | Maurice McLoughlin Tom Bundy     | Maurice McLoughlin Tom Bundy     | Maurice McLoughlin Tom Bundy     | 6                                | 12                             | 0                              | 6          |   |   |        |        |        |        |        |        |        |  |
|  |                                         |                                         |                                         |             |             |             |             |  |  |                                         |                                         | Bill Johnston Clarence Griffin          | Bill Johnston Clarence Griffin          | Bill Johnston Clarence Griffin  | 4                               | 14               | 6 | 8  |                                  |                                  |                                  |                                  |                                |                                |            |   |   |        |        |        |        |        |        |        |  |
|  |                                         |                                         |                                         |             |             |             |             |  |  | Bill Johnston Clarence Griffin          | Bill Johnston Clarence Griffin          | Bill Johnston Clarence Griffin          | Bill Johnston Clarence Griffin          | Bill Johnston Clarence Griffin  | Bill Johnston Clarence Griffin  | w/o              |   |    |                                  |                                  |                                  |                                  |                                |                                |            |   |   |        |        |        |        |        |        |        |  |
|  |                                         |                                         |                                         |             |             |             |             |  |  | Louis Thalheimerer Lever Jester         |                                         |                                         |                                         |                                 |                                 |                  |   |    |                                  |                                  |                                  |                                  |                                |                                |            |   |   |        |        |        |        |        |        |        |  |